# Samuel Labarthe

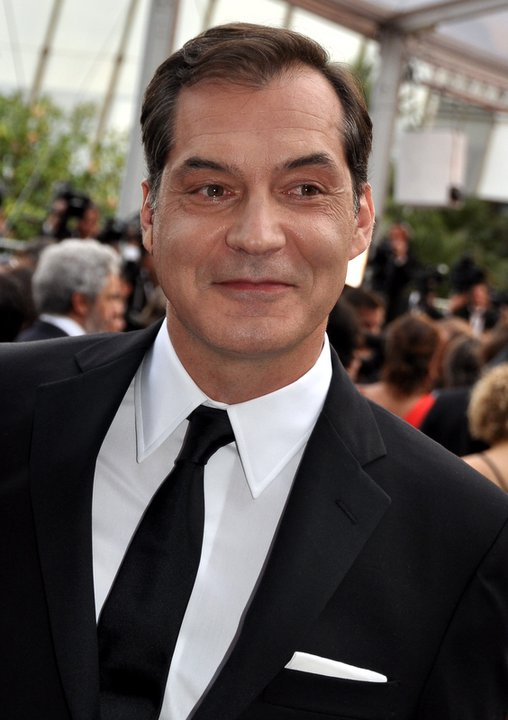
Samuel Labarthe 2011 auf den Filmfestspielen von Cannes

Samuel Labarthe (* 16. Mai 1962 in Genf) ist ein französisch-schweizerischer Schauspieler und Synchronsprecher.

## Biografie
Ab 1983 besuchte er das Conservatoire national supérieur d’art dramatique in Paris, an dem er Kurse bei Viviane Theophilides, Michel Bouquet und Daniel Mesguich belegte. Er spielte am Theater, im Kino und im Fernsehen unterschiedliche Rollen und wurde 2002 und 2009 als bester Hauptdarsteller für den Theaterpreis Molière nominiert. In La Conquête (2011), einem Film von Xavier Durringer über den Aufstieg von Nicolas Sarkozy zum französischen Präsidenten, spielte er dessen damaligen Gegenspieler Dominique de Villepin.
Ab dem 1. September 2012 war er an der Comédie-Française Ensemblemitglied und verkörperte die Rolle des Marquis in Die Kritik der „Schule der Frauen“, inszeniert von Clément Hervieu-Léger. Im Mai 2015 beendete er das Engagement. 2013 übernahm er die Rolle des Kommissars Laurence in der TV-Serie Agatha Christie: Mörderische Spiele.
Labarthe arbeitet auch als Synchronsprecher und ist unter anderem die französische Synchronstimme von George Clooney.

## Privates
1992 heiratete er die russische Schauspielerin Elena Safonova. Die Ehe, der ein gemeinsamer Sohn (Alexandre Labarthe) entstammt, wurde 1997 geschieden.
Verheiratet ist Labarthe mit der Schauspielerin Hélène Médigue, die als Charlotte in der Serie Plus belle la vie bekannt wurde. Nach Zwillingstöchtern wurde am 2. August 2009 eine weitere Tochter geboren.

## Filmografie

### Kino
- 1988: Die Reise nach Genf (Mangeclous) – Regie: Moshé Mizrahi
- 1990: Lacenaire – Regie: Francis Girod
- 1992: Das Zebra (Le zèbre) – Regie: Jean Poiret
- 1992: L'accompagnatrice – Regie: Claude Miller
- 1994: Die kleinen Freuden des Lebens (Aux petits bonheurs) – Regie: Michel Deville
- 1994: Priez pour nous – Regie: Jean-Pierre Vergne
- 1994: Le Jardin des plantes – Regie: Philippe de Broca
- 1995: Arthur Rimbaud, l'homme aux semelles de vent – Regie: Marc Rivière
- 1998: Le Plus Beau Pays du monde – Regie: Marcel Bluwal
- 1999: La Bûche – Regie: Danièle Thompson
- 2000: Charmant Garçon – Regie: Patrick Chesnais
- 2001: J'ai faim !!! – Regie: Florence Quentin
- 2002: Comme un avion – Regie: Marie-France Pisier
- 2002: Rue des plaisirs – Regie: Patrice Leconte
- 2002: And Now … Ladies & Gentlemen – Regie: Claude Lelouch
- 2003: Die Flüchtigen (Les Égarés) – Regie: André Téchiné
- 2003: Eine Affäre in Paris (Le Divorce) – Regie: James Ivory
- 2005: Trois Couples en quête d'orages – Regie: Jacques Otmezguine
- 2006: L'École pour tous – Regie: Éric Rochant
- 2008: Tage oder Stunden (Deux jours à tuer) – Regie: Jean Becker
- 2008: Bonjour Sagan – Regie: Diane Kurys
- 2010: Ces amours-là – Regie: Claude Lelouch
- 2011: La Conquête – Regie: Xavier Durringer
- 2012: Bye Bye Maman – Regie: Keren Marciano, Kurzfilm
- 2012: Lucky Star – Mitten ins Herz (Ma bonne étoile) – Regie: Anne Fassio
- 2014: Being George Clooney – Regie: Paul Mariano
- 2016: Die Jägerin (Moka) – Regie: Frédéric Mermoud
- 2020: De Gaulle, l'éclat et le secret – Regie: François Velle
- 2022: Notre-Dame in Flammen (Notre-Dame brûle)

### Fernsehen
- 1985: Les amours des années cinquante (1 Folge)
- 1987: Les enquêtes Caméléon (Folge 1.02)
- 1989: Liberté, Libertés (Fernsehfilm)
- 1992: Taxi Girl (Fernsehfilm)
- 1993: Prat et Harris (Fernsehfilm)
- 1994: Liebe ist ein Kinderspiel (L'amour est un jeu d'enfant) (Fernsehfilm)
- 1994: La corruptrice (Fernsehfilm)
- 1995: Lebenslänglich (Machinations) (Fernsehfilm)
- 1995: Un si joli bouquet (Fernsehfilm)
- 1995: L'Homme aux semelles de vent (Fernsehfilm)
- 1995: Die Allee des Königs (L'Allée du Roi) (Fernsehfilm)
- 1996: Flairs ennemis (Fernsehfilm)
- 1996: Le crabe sur la banquette arrière (Fernsehfilm)
- 1996: Der Komet (La comète) (Fernsehfilm)
- 1997: Le diable en sabots (Fernsehfilm)
- 1997: Le Grand Batre (Miniserie)
- 1997: Le Président et la Garde-barrière (Fernsehfilm)
- 1999: Le voyou et le magistrat
- 2000: Vertiges (1 Folge)
- 2000: Joséphine, ange gardien (Folge 4.02)
- 2001: Un pique-nique chez Osiris (Fernsehfilm)
- 2001: Des parents pas comme les autres (Fernsehfilm)
- 2001: Love in a Cold Climate (Miniserie)
- 2004: La bonté d'Alice (Fernsehfilm)
- 2005: Henry Dunant, du rouge sur la croix (Fernsehfilm)
- 2005: Le juge est une femme (Folge 2.11)
- 2005: Boulevard du Palais (Folge 7.02)
- 2006: Les Bleus, premiers pas dans la police
- 2007: Premier suspect (Fernsehfilm)
- 2007: Sécurité intérieure (Miniserie)
- 2008: Marie-Octobre (Fernsehfilm)
- 2008: À droite toute (Miniserie)
- 2008: Le Sanglot des anges (Miniserie, 3 Folgen)
- 2008: RIS police scientifique (Folge 4.04)
- 2008: Paradis criminel (Miniserie)
- 2009: L'École du pouvoir (Miniserie)
- 2010: Le pain du diable (Fernsehfilm)
- 2010: En cas de malheur (Fernsehfilm)
- 2010: Le grand restaurant (TV-Show)
- 2011: Mort d'un président (Fernsehfilm)
- 2011: Les belles-sœurs (Fernsehfilm)
- 2011: Un autre monde (Fernsehfilm)
- 2011: L'Âme du mal (Fernsehfilm)
- 2011: Saigon – Der Sommer, die Liebe, der Krieg (Saïgon, l'été de nos 20 ans) (Fernsehfilm)
- 2012: Petits arrangements avec ma mère (Fernsehfilm)
- 2012: Médecin-chef à la Santé (Fernsehfilm)
- 2013 bis 2019: Agatha Christie: Mörderische Spiele (Les Petits Meurtres d’Agatha Christie)
- 2015: Crime à Aigues-Mortes (Fernsehfilm)
- 2015: À demain sans faute (Fernsehfilm)
- 2017: Der Wald (La forêt) (Fernsehfilm)
- 2019: Art of Crime (3/2)
- 2023: Tapie (Miniserie)

## Synchronisationen (Auswahl)
- 1998: Shakespeare in Love (Rupert Everett als Christopher Marlowe)
- 2000: Erin Brockovich (Peter Coyote als Kurt Potter)
- 2000: Vatel (Julian Sands als Ludwig XIV.)
- 2001: Ein ganz gewöhnlicher Dieb – Ordinary Decent Criminal (Kevin Spacey als Michael Lynch)
- 2001: Amen. (Ulrich Tukur als Kurt Gerstein)
- seit 2001: George Clooney in verschiedenen Rollen
- seit 2010: Liam Neeson in verschiedenen Rollen
- seit 2014: Robert Redford in verschiedenen Rollen
- 2012: Men in Black 3 (Tommy Lee Jones als Agent K)
- 2012: James Bond 007: Skyfall (Javier Bardem als Raoul Silva)
- 2016: Café Society (Corey Stoll als Ben Dorfman)